# Pedaling to Freedom
Pedaling to Freedom (2007) é um documentário de 28 minutos realizado por Vijay S. Jodha. O filme mostra como uma coisa simples, como ensinar mulheres a andar de bicicleta numa parte carenciada do mundo, pode ter um impacto transformador. O documentário foi feito em inglês e tâmil.

## Conteúdo
Pedaling to Freedom é um documentário ambientado no distrito de Pudukkottai, em Tamil Nadu, Índia. O filme revisita uma iniciativa de um ano que teve lugar em 1993, naquela que costumava ser uma das partes mais pobres do mundo. Como resultado desta iniciativa, 230.000 pessoas aprenderam a ler e a escrever, e mais de 100.000 mulheres aprenderam a andar de bicicleta. Os salários aumentaram 1000%. Aconteceu no espaço de apenas um ano e custou menos de um dólar e meio por pessoa. O filme baseia-se em fotos de arquivo, filmagens e entrevistas com pessoas associadas ao projeto.
Kannammal, uma assistente de escritório de uma companhia de seguros que tirou uma licença do trabalho para se voluntariar no projeto, é destacada. Ela atuou como coordenadora central e, no final do projeto, retornou ao seu escritório, onde continua como assistente de escritório.
A mobilidade era vista como uma ferramenta importante para o empoderamento e, além de ler e escrever, as mulheres aprendiam a andar de bicicleta. O filme captura as condições do distrito, incluindo aulas de ciclismo para mulheres, onde os homens frequentemente se reuniam para fazer piadas e provocar mulheres que tentavam aprender a andar de bicicleta. O filme destaca a parceria entre entidades públicas e privadas, bem como o trabalho de 25.000 voluntários que tornaram isso possível.